# Copa Báltica Femenina
La Copa Báltica Femenina es un torneo de fútbol femenino que se disputa entre los estados de Estonia, Letonia, Lituania y las Islas Feroe desde 1996. Es el equivalente femenino de la Copa Báltica.

## Historial
| Año  | Sede          | Campeón     | Subcampeón  | Tercer lugar | Cuarto lugar |
| ---- | ------------- | ----------- | ----------- | ------------ | ------------ |
| 1996 | Telšiai       | Lituania    | Letonia     | Estonia      |              |
| 1997 | Viljandi      | Letonia     | Lituania    | Estonia      |              |
| 1998 | Riga          | Lituania    | Estonia     | Letonia      |              |
| 2003 | Pärnu         | Estonia     | Lituania    | Letonia      |              |
| 2004 | Ukmergė       | Estonia     | Lituania    | Letonia      |              |
| 2005 | Ventspils     | Estonia     | Lituania    | Letonia      |              |
| 2006 | Pärnu         | Estonia     | Lituania    | Letonia      |              |
| 2007 | Šiauliai      | Lituania    | Estonia     | Letonia      |              |
| 2008 | Valmiera      | Estonia     | Lituania    | Letonia      |              |
| 2009 | Põlva         | Estonia     | Lituania    | Letonia      |              |
| 2010 | Šiauliai      | Estonia     | Lituania    | Letonia      |              |
| 2011 | Staicele      | Letonia     | Estonia     | Lituania     |              |
| 2012 | Tartu         | Estonia     | Lituania    | Letonia      |              |
| 2013 | Vilna         | Estonia     | Lituania    | Letonia      |              |
| 2014 | Šiauliai      | Estonia     | Lituania    | Letonia      |              |
| 2015 | Tallin        | Lituania    | Estonia     | Letonia      |              |
| 2016 | Riga          | Islas Feroe | Letonia     | Lituania     | Estonia      |
| 2017 | Šiauliai      | Letonia     | Lituania    | Estonia      |              |
| 2018 | Tallin        | Letonia     | Estonia     | Lituania     |              |
| 2019 | Riga          | Letonia     | Lituania    | Estonia      |              |
| 2021 | Alytus/Jonava | Lituania    | Islas Feroe | Estonia      | Letonia      |
| 2022 | Tartu/Võru    | Estonia     | Islas Feroe | Lituania     | Letonia      |

## Palmarés
| Equipo      | Campeón | Subcampeón | Tercer lugar |
| ----------- | ------- | ---------- | ------------ |
| Estonia     | 11      | 5          | 5            |
| Letonia     | 5       | 2          | 13           |
| Lituania    | 5       | 2          | 4            |
| Islas Feroe | 1       | 2          | 0            |